# Hexatoma terebrella
Hexatoma terebrella är en tvåvingeart som beskrevs av Alexander 1960. Hexatoma terebrella ingår i släktet Hexatoma och familjen småharkrankar. Inga underarter finns listade i Catalogue of Life.